# Botola 1 Pro 2014-2015
La Botola 1 Pro 2014-15 è  la 59 edizione della massima divisione del Campionato marocchino di calcio. In questa stagione hanno giocato in 16 squadre per 30 giornate, per un totale di 240 partite. I primi due club accedono alla CAF Champions League 2016, al terzo posto accede alla Coppa della Confederazione CAF 2016, al quarto posto accede alla Champions League araba 2015, invece gli ultimi due scenderanno alla Botola 2 Pro 2015-2016. La squadra campione in carica è il Moghreb Athletic Tétouan

## Squadre partecipanti
| Club                      | Città      | Stadio                          | Stagione               | 2012-13 |
| ------------------------- | ---------- | ------------------------------- | ---------------------- | ------- |
| Raja Casablanca           | Casablanca | Stade Mohamed V                 | Botola 1 Pro 2013-2014 | 2°      |
| Difaâ d'El Jadida         | El Jadida  | Stadio El Abdi                  | Botola 1 Pro 2013-2014 | 5°      |
| Far Rabat                 | Rabat      | Stade de prince moulay abdellah | Botola 1 Pro 2013-2014 | 7°      |
| Wydad Casablanca          | Casablanca | Stade Mohamed V                 | Botola 1 Pro 2013-2014 | 6°      |
| Olympique de Khouribga    | Khouribga  | Stadio di Phosphate             | Botola 1 Pro 2013-2014 | 14°     |
| Moghreb Athletic Tétouan  | Tétouan    | Stadio Saniat Rmel              | Botola 1 Pro 2013-2014 | 1°      |
| Maghreb de Fes            | Fès        | Stadio di Fès                   | Botola 1 Pro 2013-2014 | 13°     |
| Kawkab de Marrakech       | Marrakech  | Stade de Marrakech              | Botola 1 Pro 2013-2014 | 3°      |
| Hassania Agadir           | Agadir     | Stade Adrar                     | Botola 1 Pro 2013-2014 | 8°      |
| Renaissance Berkane       | Berkane    | Stade Municipal de Berkane      | Botola 1 Pro 2013-2014 | 9°      |
| Olympique Club de Safi    | Safi       | Stade El Massira                | Botola 1 Pro 2013-2014 | 11°     |
| Ittihad Khémisset         | Khemisset  | Stadio di 18 novembre           | Botola 2 2013-2014     | 1°      |
| Chabab Rif al Hoceima     | Al Hoceima | Stadio Mimoun Al Arsi           | Botola 1 Pro 2013-2014 | 10°     |
| Kénitra Athlétic Club     | Kenitra    | Stadio municipale di Kénitra    | Botola 1 Pro 2013-2014 | 12°     |
| Fath Union Sport de Rabat | Rabat      | Stade de prince moulay abdellah | Botola 1 Pro 2013-2014 | 4°      |
| Chabab Atlas Khenifra     | Khenifra   | Stade Municipal de Khenifra     | Botola 2 Pro 2013-2014 | 2°      |

## Classifica
|                    | Pos. | Squadra           | Pt | G  | V  | N  | P  | GF | GS | DR  |
| ------------------ | ---- | ----------------- | -- | -- | -- | -- | -- | -- | -- | --- |
| Marocco (bandiera) | 1.   | Wydad Casablanca  | 59 | 30 | 16 | 11 | 3  | 48 | 21 | +27 |
|                    | 2.   | Ol. Khouribga     | 56 | 30 | 16 | 8  | 6  | 29 | 17 | +12 |
|                    | 2.   | Kawkab Marrakech  | 47 | 30 | 13 | 8  | 9  | 31 | 26 | +5  |
|                    | 3.   | Moghreb Tétouan   | 45 | 30 | 11 | 12 | 7  | 36 | 29 | +7  |
|                    | 5.   | FUS Rabat         | 45 | 30 | 11 | 12 | 7  | 34 | 28 | +6  |
|                    | 6.   | Hassania Agadir   | 40 | 30 | 10 | 10 | 10 | 42 | 46 | -4  |
|                    | 7.   | Difaâ El Jadida   | 39 | 30 | 10 | 9  | 11 | 26 | 23 | +3  |
|                    | 8.   | Raja Casablanca   | 38 | 30 | 9  | 11 | 10 | 37 | 34 | +3  |
|                    | 9.   | RS Berkane        | 36 | 30 | 6  | 18 | 6  | 25 | 24 | +1  |
|                    | 10.  | Maghreb Fès       | 36 | 30 | 8  | 12 | 10 | 34 | 35 | -1  |
|                    | 11.  | FAR Rabat         | 34 | 30 | 7  | 13 | 10 | 31 | 26 | +5  |
|                    | 12.  | Olympique Safi    | 34 | 30 | 8  | 10 | 12 | 20 | 35 | -15 |
|                    | 13.  | Kénitra           | 33 | 30 | 8  | 9  | 13 | 25 | 29 | -4  |
|                    | 14.  | CRA               | 32 | 30 | 7  | 11 | 12 | 26 | 43 | -17 |
|                    | 15.  | CA Khénifra       | 32 | 30 | 8  | 8  | 14 | 23 | 37 | -14 |
|                    | 16.  | Ittihad Khemisset | 30 | 30 | 5  | 12 | 13 | 26 | 40 | -14 |

Legenda:

      Campione del Marocco e ammessa alla CAF Champions League 2016

      Ammessa alla CAF Champions League 2016

      Ammessa alla Coppa della Confederazione CAF 2016

      Retrocesse in Botola 2 2015-2016